# Liste der Baudenkmale in Klein Süstedt
In der Liste der Baudenkmale in Klein Süstedt sind die Baudenkmale des niedersächsischen Ortes Klein Süstedt aufgelistet. Dies ist ein Teil der Liste der Baudenkmale in Uelzen. Der Stand der Liste ist der 18. November 2021.
Die Quelle der  IDs und der Beschreibungen ist der Denkmalatlas Niedersachsen.

## Allgemein
In den Spalten befinden sich folgende Informationen:
- Lage: die Adresse des Baudenkmales und die geographischen Koordinaten. Kartenansicht, um Koordinaten zu setzen. In der Kartenansicht sind Baudenkmale ohne Koordinaten mit einem roten Marker dargestellt und können in der Karte gesetzt werden. Baudenkmale ohne Bild sind mit einem blauen Marker gekennzeichnet, Baudenkmale mit Bild mit einem grünen Marker.
- Bezeichnung: Bezeichnung des Baudenkmales
- Beschreibung: die Beschreibung des Baudenkmales. Unter § 3 Abs. 2 NDSchG werden Einzeldenkmale und unter § 3 Abs. 3 NDSchG Gruppen baulicher Anlagen und deren Bestandteile ausgewiesen.
- ID: die Objekt-ID des Baudenkmales
- Bild: ein Bild des Baudenkmales, ggf. zusätzlich mit einem Link zu weiteren Fotos des Baudenkmals im Medienarchiv Wikimedia Commons. Wenn man auf das Kamerasymbol klickt, können Fotos zu Baudenkmalen aus dieser Liste hochgeladen werden:

## Klein Süstedt

### Gruppen baulicher Anlagen in Klein Süstedt
| Lage                                     | Bezeichnung | Beschreibung | ID       | Bild |
| ---------------------------------------- | ----------- | --- | -------- | ---- |
| Eichenring 16 52° 56′ 8″ N, 10° 29′ 6″ O | Hofanlage   | An der durch älteren Baubestand geprägten Dorfstraße von Klein Süstedt steht die geschlossene Gruppe ungestörter Gebäude Eichenring 16 mit einem repräsentativen Wohnhaus, einer traufständigen Fachwerkscheune und einem zurückliegenden Speicher. Ehemalige Hofstelle Nr. 8. | 31004801 | BW   |
| Eichenring 6 52° 56′ 0″ N, 10° 29′ 8″ O  | Hofanlage   | Die Hofanlage Eichenring 6 umfasst ein massives Hallenhaus und einen Treppenspeicher des späten 18. Jahrhunderts. Ehemalige Hofstelle Nr. 9. | 31004811 | BW   |

### Einzeldenkmal in Klein Süstedt
| Lage                                     | Bezeichnung               | Beschreibung | ID       | Bild |
| ---------------------------------------- | ------------------------- | --- | -------- | ---- |
| Flachskamp 52° 56′ 9″ N, 10° 29′ 29″ O   | Kirchturm                 | Der Kirchturm der Zionskirche wurde 1905 im Stil der Neugotik fertiggestellt. Quadratischer Backsteinturm unter schiefergedecktem polygonalem, spitz zulaufendem Turmheln. Die Zionskirche wurde als einfacher Fachwerkbau 1879 geweiht, 1905 wurde ihr der neogotische Kirchturm angefügt. Das neue schlichte Kirchenschiff entstand 1968/69. | 31006704 |      |
| Eichenring 6 52° 56′ 0″ N, 10° 29′ 7″ O  | Wohn-/ Wirtschaftsgebäude | Massives Hallenhaus aus Backstein, unter mit schwarzen Ziegeln gedecktem Halbwalmdach. Auf der Südseite Fachwerkzwerchhaus über dem ehemaligen Fletteingang und farbig verglaste Veranda. Erbaut 1889 (i). | 31006756 | BW   |
| Eichenring 6 52° 56′ 1″ N, 10° 29′ 10″ O | Speicher                  | Eineinhalbgeschossiger Fachwerkspeicher unter Satteldach. Feldsteinsockel, obere Gefachreihe verbohlt, Lehmstakung der unteren Gefache teilweise erhalten. Errichtet 1792 (i). | 31005000 | BW   |
| Eichenring 16 52° 56′ 8″ N, 10° 29′ 4″ O | Wohn-/ Wirtschaftsgebäude | Anderthalb- bis zweigeschossiges Wohnhaus in Backstein, Obergeschosse teilweise in Fachwerk; unter mit schwarzen Ziegeln gedeckten Satteldächern. Wohnteil hammerkopfartig vorgesetzt mit verputztem Sockel. Erbaut um 1910. | 31006738 | BW   |
| Eichenring 16 52° 56′ 9″ N, 10° 29′ 6″ O | Scheune                   | Traufständige Fachwerkscheune mit Backsteinausfachung, unter ziegelgedecktem Halbwalmdach. Außermittige Längs- und straßenseitige Quereinfahrt. Errichtet 1893 (i). | 31005072 | BW   |
| Eichenring 16 52° 56′ 8″ N, 10° 29′ 7″ O | Speicher                  | Eineinhalbgeschossiger Speicher in Fachwerk mit Backsteinausfachung; unter ziegelgedecktem Satteldach. Auf Feldsteinsockel. Zur Hofseite drei originale Türen. Errichtet um die Jahrhundertwende zum 19. Jahrhundert. | 31005090 | BW   |